# Ophiorrhiza huanjiangensis
Ophiorrhiza huanjiangensis är en måreväxtart som beskrevs av Ding Fang och Z.M.Xie. Ophiorrhiza huanjiangensis ingår i släktet Ophiorrhiza och familjen måreväxter. Inga underarter finns listade i Catalogue of Life.